# 林約翰
林約翰（Lin Yueh-han，1993年2月16日—）臺灣男子足球運動員，花蓮縣人，在足球場上司職後衛，長期效力台電足球隊。2021年，因在2020年一場比賽涉嫌教唆對手放水，遭中華民國足球協會判處禁賽兩年，並且不得參與該協會旗下足球相關活動 。

## 生平
林約翰為臺灣花蓮縣人，其同時具有臺灣原住民泰雅族與太魯閣族的血統。並且，他最早在9歲時便加入國小的足球校隊，從而展現自身的足球天份。
林約翰國中時期為了足球而進入花蓮當地的國中足球名校美崙國中，國中畢業後，高中時再進入也是臺灣足球名校的國立花蓮高級農業職業學校土木科就讀，並加入該校足球校隊。後續更成為花農足球隊的隊長。
林約翰於民國99年度從花蓮高農畢業，並再度以足球特長錄取國立臺灣體育大學就讀。
2015年10月，林約翰代表花蓮縣出戰由高雄市舉辦的2015年全國運動會男子足球項目，並隨隊獲得季軍。
2021年5月25日，林約翰因於比賽前一天要求對手璉紅臺體特定球員於2020年5月17日2020年台灣企業甲級足球聯賽第六輪編號22場次之高市台電與璉紅臺體賽事比賽行放水之行為，由中華民國足球協會紀律委員會處罰不得參加中華民國足球協會主辦、協辦、指導之任何聯賽暨各級賽事在內，所有與足球相關之活動兩年。

## 職業生涯

### 俱樂部
林約翰在2013年時曾與當時中國的中國甲級足球聯賽俱樂部北京八喜（現為北京北控）簽約加入該隊的預備隊，然而後來因北京八喜隊員縮編，林約翰因被編入釋出名單中而決定離開球隊回到臺灣，並繼續完成其在台體大的學業。
2014年，林約翰短暫加入台電足球隊，並在2014年8月18日全國體育署盃FUTSAL錦標賽冠軍賽時，代表TPC對上銘傳大學B隊攻進一球，並在終場以3:2獲得體育署盃冠軍。
2015年林約翰畢業於國立臺灣體育大學後，因兵役問題，加入到國訓隊。

### 國家隊
林約翰代表中華臺北出賽的資歷完整，先後代表過中華臺北U18以及U19代表隊出賽，後續在2018年世界盃資格賽亞洲區第一輪開賽之前，參與國家隊位在高雄左營國訓中心的集訓，雖然當時沒有入選中華臺北男子足球代表隊，但有入選到中華臺北U23代表隊名單中，並隨隊出戰2016年亞足聯U23錦標賽資格賽，惜最後中華臺北U23因排名位在小組第三而無緣晉級。
而首次入選中華臺北男子足球代表隊是在2015年9月3日，2018世界盃亞洲區資格賽第二輪中，中華臺北客場對上伊拉克的比賽。

## 國家隊生涯統計
| 中華台北                | 中華台北 | 中華台北 | 中華台北 |
| 年度                    | 出賽     | 進球     | 參考     |
| ----------------------- | -------- | -------- | -------- |
| 2013                    | 1        | 0        | [ 2 ]    |
| 2014                    | 0        | 0        | [ 2 ]    |
| 2015                    | 1        | 0        | [ 2 ]    |
| 2016                    | 2        | 0        | [ 2 ]    |
| 2017                    | 2        | 0        | [ 2 ]    |
| 2019                    | 1        | 0        | [ 2 ]    |
| 總計                    | 7        | 0        | [ 2 ]    |
| 最後更新於2019年3月24日 |          |          |          |

| 中華台北 U23             | 中華台北 U23 | 中華台北 U23 | 中華台北 U23 |
| 年度                     | 出賽         | 進球         | 參考         |
| ------------------------ | ------------ | ------------ | ------------ |
| 2015                     | 3            | 0            | [ 2 ]        |
| 總計                     | 3            | 0            | [ 2 ]        |
| 最後更新於2015年10月27日 |              |              | [ 2 ]        |

## 個人榮譽

### 俱樂部
台電足球隊（TPC）
- 103年度全國體育署盃FUTSAL錦標賽冠軍[14]

## 資料來源
1. ↑  . 足球之夜.   [2015-10-27]. （原始内容存档于2017-11-07） （中文（中国大陆））.
2. 1 2 3  .   [2016-06-06]. （原始内容存档于2020-11-26） （英语）.
3. ↑  . 足CTFA. 2021-05-25  [2021-05-25]. （原始内容存档于2021-05-25）.
4. ↑  廖聿偉. . 自由時報. 2021-05-25  [2021-05-25]. （原始内容存档于2021-05-25）.
5. 1 2  葉士弘. . 中時電子報. 2014年3月2日  [2015-10-27]. （原始内容存档于2018-08-26） （中文（臺灣））.
6. 1 2 3  段鴻裕. . 聯合報. 2015-03-28  [2015-10-27]. （原始内容存档于2016-05-30） （中文（臺灣））.
7. 1 2  . 更生日報. 2015-03-28  [2015-10-27] （中文（臺灣））.
8. ↑  久保. . 運動視界. 2015-10-18  [2015-10-27]. （原始内容存档于2019-11-30） （中文（臺灣））.
9. ↑  .   [2015-10-27] （中文（臺灣））.[永久]
10. ↑  . 2021-05-25  [2021-05-25]. （原始内容存档于2021-05-25）.
11. ↑  . 中華民國足球協會. 2013-02-20  [2015-10-27] （中文（臺灣））.
12. 1 2  劉肇育. . 東森新聞. 2014-03-01  [2015-10-27]. （原始内容存档于2019-12-07） （中文（臺灣））.
13. ↑  . （原始内容存档于2015-05-05）.
14. 1 2  臺灣電力公司足球隊. . 臺灣電力公司足球隊官方Facebook. 2014年8月18日  [2015-10-27] （中文（臺灣））.
15. ↑  范振和. . 聯合報. 2015-10-13  [2015-10-27]. （原始内容存档于2016-03-04） （中文（臺灣））.
16. ↑  李文生. . 今日新聞. 2011-04-18  [2015-10-27] （中文（臺灣））.
17. ↑  . 中華民國足球協會. 2011-10-24  [2015-10-27] （中文（臺灣））.
18. ↑  張克銘. . 東森新聞. 2015-02-11  [2015-10-27] （中文（臺灣））.
19. ↑  . 中華民國足球協會. 2015-08-24  [2015-10-27]. （原始内容存档于2015-09-23） （中文（臺灣））.